# Slavníkovci

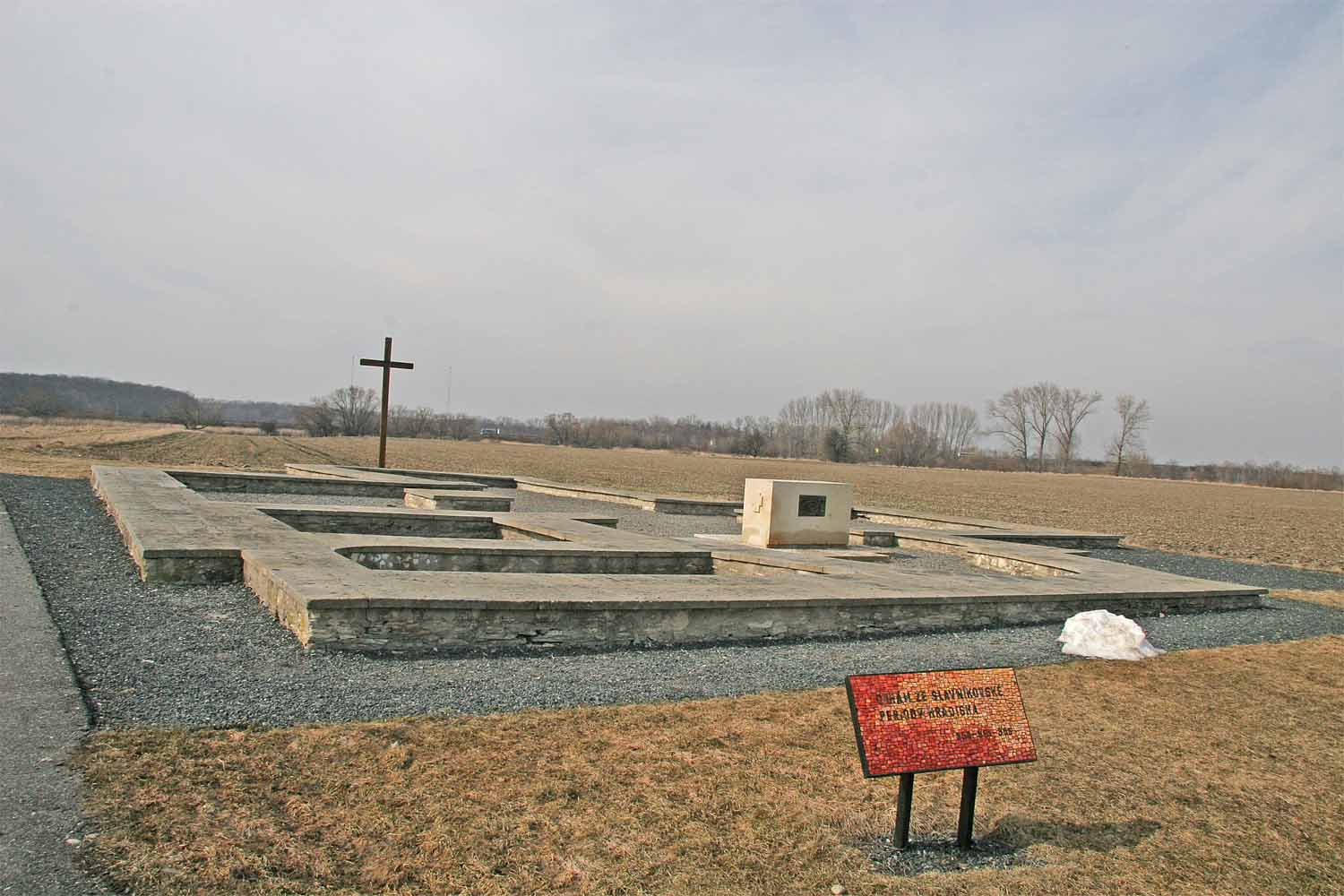
Základy Slavníkovského kostela v Libici

Slavníkovci byli významný, snad s Přemyslovci spřízněný český rod, jehož rozkvět a i zánik spadá do 10. století. Vyvraždění Slavníkovců 28. září 995 na Libici je pokládáno za jednu z nejvýznamnějších epizod raně středověkého českého státu. Jejich vztah k Přemyslovcům patří k stále diskutovaným otázkám české historie.

## Písemné prameny
O Slavníkovcích podává zprávu několik písemných pramenů. Asi nejznámější je Kosmova Kronika česká, která je ovšem pramenem pozdním a pro toto období krajně nespolehlivým. Kosmas jako církevní osoba silně stranil svatému Vojtěchu. Až v této kronice se jmenuje Libice jako místo, kde byli Slavníkovci vyvražděni, proto dnes tuto informaci nepovažujeme za úplně spolehlivou. Přinejmenším Malín, kde prý stála slavníkovská mincovna (a který nebyl dodnes archeologicky prozkoumán), by mohl být místem, kde k útoku došlo. Dalším kronikářem, který zmiňuje osudy některých Slavníkovců, je Thietmar Merseburský, ten byl ovšem současníkem.
Mezi další prameny patří svatovojtěšské legendy Est locus (Vita prior) a Nascitur purpureus flor. Autorem nejstarší vojtěšské legendy Est locus byl Jan Canaparius, v letech 997–1004 opat římského aventinského kláštera, který se osobně se svatým Vojtěchem setkal. Autorem mladší Nascitur purpureus flor byl Bruno z Querfurtu († 1009), který jako zdroj informací pro své dílo užil osob z Canapariova okruhu a Vojtěchova přítele a vychovatele Radlu.

## Rozsah území
Rozsah slavníkovského území není s určitostí znám. Nějaké informace podává Kosmas, ale uvádí jako jižní hranice hradiště Chýnov, Doudleby a Netolice, na západě Rokycansko a na východě hrad Litomyšl. Vzhledem k již zmíněné nespolehlivosti tohoto pramene někteří historikové takový rozsah zpochybňují a omezují jej pouze na oblast libicko-malínskou (doloženou slavníkovskými mincemi), resp. Poděbradsko, Nymbursko, Kolínsko, Kutnohorsko a Čáslavsko.

## Nejznámější členové rodu
Slavník († 981, podle nekrologu břevnovského kláštera se tak stalo 18. března) a jeho žena Střezislava († 987) : patří k první generaci Slavníkovců, které známe. Snad byli příbuzní Přemyslovců a podle Bruna z Querfurtu i saských Luidolfovců (Jindřich I. Ptáčník nebo Jindřich II.). Část historiků se domnívá, že Střezislava mohla být sestrou Boleslava I. a Václava. Jiní to odmítají (protože tuto skutečnost by Bruno znal) a pokládají za jejich příbuzného Slavníka (přes některé neznámé mladší sourozence Přemyslovců). Existují však i hypotézy o tom, že by Slavník mohl být totožný s údajným synem knížete Václava Zbraslavem. Podle Dalimilovy kroniky byla Střezislava sestrou zlického knížete.
Soběslav: Převzal správcovství či vládu nad slavníkovskou doménou po Slavníkově smrti v roce 981. Za jeho správcovství/vlády došlo k rozkvětu Libice, byl vystavěn knížecí palác a kostel sv. Jana Křtitele v otonském stavebním stylu, na Libici a na Malíně došlo k ražbě vlastních mincí. Na některých mincích je Soběslav označen jako „dux“ tedy vévoda nebo kníže. Na jiném typu mince je vyobrazen s korunou na hlavě. Tato koruna se velmi podobá císařské koruně Oty II. a Oty III. Masakr v roce 995 přežil, protože v té době vytáhl na pomoc Otovi III. Po roce 995 se uchýlil na dvůr Boleslava Chrabrého a s ním se také v roce 1003 vrátil do Čech. Zahynul o rok později při ústupu z Prahy (snad v září 1004).
Nejznámějším Slavníkovcem byl druhý pražský biskup svatý Vojtěch. Uvažuje se o tom, že některé ze slavníkovských mincí jsou právě mince, které nechal razit svatý Vojtěch. Jde o mince s nápisem HIC DENARIUS EST EPIS(COPI), ale jelikož není uvedeno jméno biskupa (druhá strana mince je korumpovaná), nelze tuto teorii potvrdit.
Se svatým Vojtěchem jsou úzce spjaty osudy jeho nevlastního bratra svatého Radima.

## Vývoj koncepce

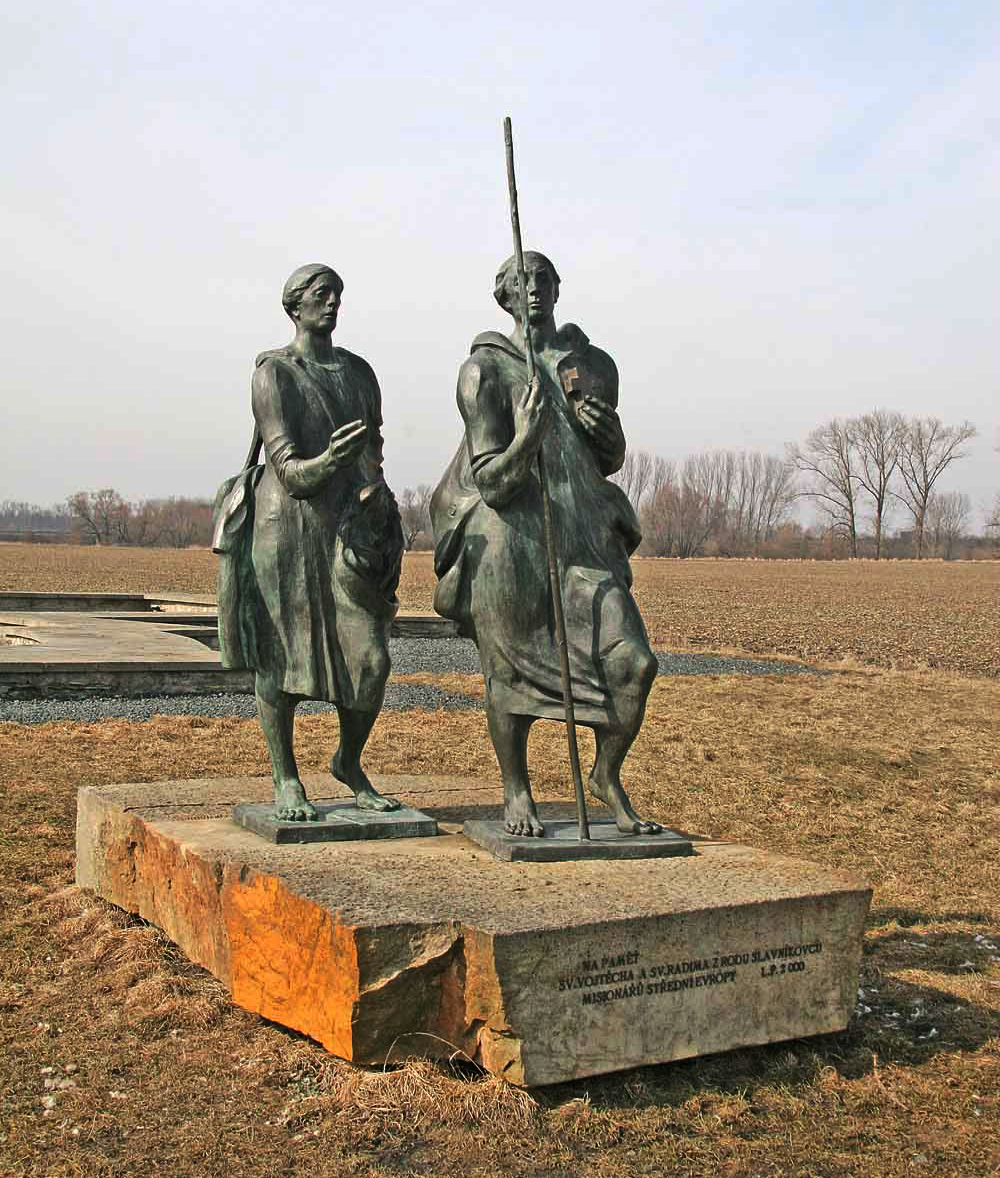
Sousoší svatých Vojtěcha a Radima (Libice)

Pojem Slavníkovci se objevil v české historiografii v 2. polovině 19. století. Během následujícího více než století se stal jedním z nejdiskutovanějších pojmů a dodnes jím i zůstává. Slavníkovce znal a tento název poprvé použil František Palacký, ale až německá historiografická škola, ke které patřil Josef Loserth, Berthold Bretholz nebo Julius Lippert, vytvořila teorii dualismu – tedy že ve 2. polovině 10. století existovaly v Čechách dva mocensky si rovné knížecí rody – Přemyslovci a Slavníkovci. Ti spolu soupeřili o moc nad vznikajícím českým státem a jejich soupeření bylo ukončeno násilným vpádem na jedno ze slavníkovských hradišť, kde byla velká část rodu včetně žen a dětí povražděna (přežili pouze biskup sv. Vojtěch, hlava rodu „dux“ Soběslav a jejich nevlastní bratr Radim). Zničení Slavníkovců ukončilo pak sjednocování Čech a stálo u založení českého státu pod vládou Přemyslovců.
Koncepci o dvou mocenských útvarech převzala Gollova škola (především historik Václav Novotný) a archeologicky ji svými výzkumy na hradišti Libice potvrdil i archeolog Rudolf Turek.
Zásluhou vědecké autority Rudolfa Turka se na této teorii nic nezměnilo až do jeho smrti na počátku 90. let. Poté vystoupil s vážnými pochybami jeho žák Jiří Sláma.
Dnes mezi odborníky převládá názor, že Slavníkovci byli blízcí příbuzní Přemyslovců, Liudolfingů (Otonů) a zlických knížat nebo dosazení správci v oblasti Trstenické stezky. Jejich úkolem bylo kontrolovat tuto pro Boleslavovo knížectví životně důležitou oblast, v žádném případě nemohli být Přemyslovcům mocensky konkurenceschopní. Trstenická stezka byla v 10. století mezinárodní magistrálou spojující západní a východní Evropu, po které proudilo zboží (kožešiny, sůl, otroci, luxusní zboží atd.). Český kníže musel mít z tohoto obchodu obrovské zisky.
Důležitá je i informace o 1000 bojovnících, které Boleslav I. poslal roku 955 Otovi II. a kteří se zúčastnili bitvy na Lechu. V té době měl na jihu svést další bitvu s Maďary. Pokud by Slavníkovci chtěli Boleslavu I. či později Boleslavu II. mocensky konkurovat, museli by mít vojsko nejméně tak velké. Česká kotlina se svými zdroji a hustotou obyvatelstva by takový počet bojovníků nedokázala uživit.

## Vyvraždění Slavníkovců

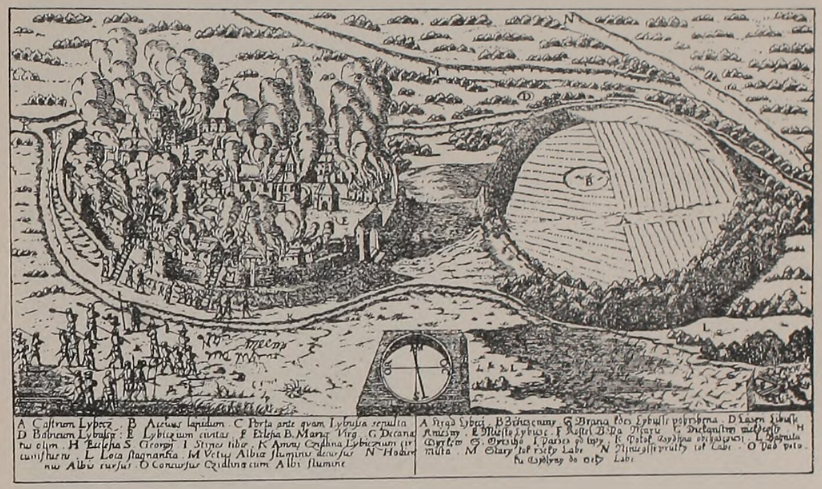
Dobytí Libice (M. Bolelucký: Rosa Bohemica, 1668)

Dne 28. září 995 čeští velmožové téměř všechny členy rodu v Libici povraždili. Přežil jen Soběslav, Vojtěch a jejich nevlastní bratr Radim. Motiv tohoto násilného činu je předmětem různých hypotéz. Kronikář Kosmas popisuje přepadení Libice a vyvraždění Slavníkovců takto:
| „                 | Toho času kníže nemohl vládnouti sám sebou, ale vládli předáci. Tito obrátivše se v nenávistníky Boha, ničemných otců nejhorší synové vykonali velmi zlý a ničemný skutek. Neboť jednoho svátečního dne vnikli do hradu Libice, v němž bratří svatého Vojtěcha a hradští bojovníci všichni jako nevinné ovečky stáli při slavné mši svaté, slavíce svátek. Oni však jako draví vlci ztekli hradní zdi, muže a ženy do jednoho pobili, a sťavše čtyři bratry svatého Vojtěcha se vším potomstvem před samým oltářem, hrad zapálili, ulice krví zkropili, a obtíženi krvavým lupem a krutou kořistí, vesele se vrátili domů. | “ |
| — Kosmova kronika | |   |